# Cẩm cù cuống dài
Cẩm cù cuống dài (danh pháp khoa học: Hoya longipendunculata) là một loài cẩm cù Hoya trong Phân họ Thiên lý Asclepiadoideae, họ Trúc đào Apocynaceae được phát hiện và công bố loài mới bởi ThS. Phạm Văn Thế và GS. Leonid Averyanov năm 2012. Loài được đặt tên do cuống hoa rất dài của loài này. Đây được coi là một loài đặc hữu của Việt Nam với tình trạng bảo tồn được đề nghị xem xét là rất nguy cấp.

## Phát hiện
Đây là kết quả của đợt khảo sát các cánh rừng còn sót lại dọc tuyến đường Hồ Chí Minh do Trung tâm Bảo tồn Thực vật (CPC) tổ chức vào năm 2011.

## Mô tả
Loài Cẩm cù cuống dài Hoya longipedunculata này có thân dạng dây leo dài chừng 3-5m. Lá mọc đối chữ thập, dài hơn 10 cm, rộng 3–4 cm, nhẵn hai mặt. Cụm hoa có cuống dài 5–8 cm, yếu, rủ xuống, mang nhiều lông tơ, dài 5–8 cm. Chúng mang khoảng 20 bông hoa. Nhìn tổng thể chúng có những bông hoa màu trắng. Hoa gồm 5 cánh, cuống hoa dài chừng 3 cm, các cánh hoa màu trắng đục. Các corona dạng trong suốt đục, hơi vàng. Cánh hoa có ít lông ở mặt trong, mặt ngoài nhẵn. Khi nở hoàn toàn các cánh hoa lộn ra sau hướng về cuống hoa. Mép cánh hoa hơi uốn về phía trong còn đầu cánh hoa hơi cong. Các corona có mũi nhọn tập trung về trung tâm, phía ngoài hơi có móc lên. Nhìn trực diện chúng hơi có hình elip rộng. Corona gồm 5 thuỳ và xếp dạng xen kẽ với cánh hoa. Về hình thái loài Cẩm cù cuống dài - Hoya longipedunculata hao hao giống loài Hoya fusca, tuy nhiên loài này có thân yếu và ngắn hơn, lá mỏng hơn, dạng hoa tán, cuống cụm hoa dài và rất nhiều lông, cuống hoa dài hơn. Ngoài ra chúng còn khác biệt do loài này có hoa màu trắng đục và uốn ngược ra sau rất giống với các loài tên lửa khác.

## Phân bố
Quảng Nam - Việt Nam